# Horst Jänichen

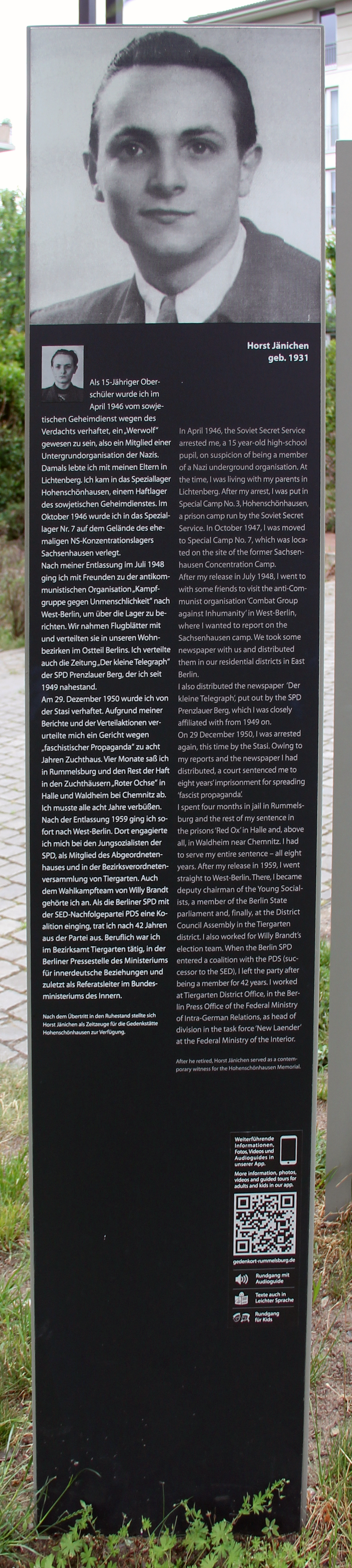
Gedenktafel in Berlin-Rummelsburg

Horst Jänichen (* 5. März 1931 in Berlin; † 24. Dezember 2020 ebenda) war ein deutscher Politiker der SPD und Opfer der DDR-Diktatur.

## Verfolgung in der DDR
Jänichen wuchs im Berliner Bezirk Lichtenberg auf. Am 23. April 1946, damals 15-jährig, wurde er von der sowjetischen Geheimpolizei verhaftet, die ihn beschuldigte, der nationalsozialistischen Untergrundbewegung „Werwolf“ anzugehören. Er wurde zunächst in einem Kellergefängnis in Friedrichsfelde, später im Speziallager Hohenschönhausen inhaftiert, am 18. Oktober 1946 wurde er ins Speziallager Sachsenhausen in Oranienburg überführt. Dort war er ein Jahr lang Lagerläufer. Am 31. Juli 1948 wurde er aus der Haft entlassen.
In der Folgezeit beteiligte sich Jänichen als Teil der Kampfgruppe gegen Unmenschlichkeit an verschiedenen Aktionen in West- und Ost-Berlin, um auf den Zustand in den Lagern aufmerksam zu machen. Eine von ihnen führte er am 1. Mai 1949 während der „Kampfdemonstration“ der SED auf dem Alexanderplatz durch, wo er mittels Pappraketen kritische Botschaften verbreitete.
Im Dezember 1950 wurde Jänichen durch den Staatssicherheitsdienst der DDR erneut verhaftet und mehrere Monate lang im Untersuchungsgefängnis an der Prenzlauer Allee verhört. Das Gericht verurteilte ihn daraufhin zu acht Jahren Zuchthaus. Ihm wurde die „Verbreitung tendenziöser Gerüchte“ vorgeworfen. Seine Haft, die er vollständig absitzen musste, verbrachte er unter anderem im Gefängnis Rummelsburg. Er unternahm mehrere erfolglose Fluchtversuche, im Oktober 1952 wurde das Strafmaß daraufhin um zweieinhalb Jahre auf Bewährung erhöht. Im Januar 1959 wurde er entlassen.

## Flucht in die Bundesrepublik 1959
Nach seiner Haftentlassung flüchtete Jänichen aus der DDR und kam im Notaufnahmelager Marienfelde in West-Berlin unter. Zunächst war er als Haustürverkäufer und Bürobote tätig. 1973 wurde er in der Pressestelle des Ministeriums für innerdeutsche Beziehungen angestellt. 1989 wechselte er ins Bundesministerium des Innern, wo er Referatsleiter wurde.
Im November 1989 entfernte er mithilfe eines Baggers ein Stück der Berliner Mauer an der Bernauer Straße.
In der Nachwendezeit setzte er sich erfolgreich für die Umwandlung des Stasi-Lagers Hohenschönhausen in eine Gedenkstätte ein. Von 1999 an leitete er dort als Zeitzeuge zwanzig Jahre lang Führungen für Besucher. Auch in der Gedenkstätte Sachsenhausen, wo er von 1997 bis 2012 dem Beirat angehörte und ab 2006 dessen Vorsitz innehatte, führte er Führungen durch.
Jänichen war verheiratet und hatte eine Tochter und einen Sohn. Er galt als letzter überlebender Zeuge des Lagers Hohenschönhausen.

## Politik
Bereits nach seiner ersten Haftentlassung knüpfte Jänichen erste Kontakte mit der damals noch nicht verbotenen SPD im Stadtbezirk Prenzlauer Berg. Nach seiner Flucht nach West-Berlin trat er in die Partei ein. Er war zweiter Vorsitzender der West-Berliner Jusos. 1967 wurde er in das Abgeordnetenhaus von Berlin gewählt, dem er eine Wahlperiode lang bis 1971 angehörte. Von 1989 bis 1999 gehörte er der Bezirksverordnetenversammlung von Tiergarten an. 2001 trat er aus der SPD aus, nachdem diese eine Koalition mit der PDS, der Nachfolgepartei der SED, eingegangen war.

## Tod
Jänichen verstarb an Heiligabend 2020 an den Folgen einer COVID-19-Infektion. Am 3. Februar 2021 wurde er auf dem Luisenkirchhof in Westend beigesetzt.

## Ehrungen
2014 wurde Jänichen mit dem Verdienstorden des Landes Brandenburg geehrt.